# 天妃宫碑
天妃宫碑全名“御制弘仁普济天妃宫之碑”，位于中国江苏省南京市鼓楼区静海寺内，为明代南京天妃宫遗物，由明成祖朱棣于永乐十四年（1416年）郑和第四次下西洋归来时所立，以纪念船队在航行中所受到的妈祖庇佑，为直接反映郑和下西洋事迹的明代碑刻之一。清咸丰年间天妃宫毁于战乱，唯存此碑。碑以青石刻制，高5.48米，宽1.5米、厚0.5米，原龟趺头部已断裂，为今人修复，碑额为阴刻篆书，两面均刻双龙缠球纹，碑文为阴刻楷书，四周刻缠枝莲纹，全文共699字，现已风化严重、日渐模糊。另于重建的天妃宫碑亭内存有该碑的复制品。